# Аорнос
Аорнос (дав.-гр. Ἄορνος) — місце останньої облоги Александра Македонського, яка відбулася у квітні 326 року до нашої ери на гірському місці, розташованому на території сучасного Пакистану. Аорнос створив останню загрозу лінії постачання Александра, яка простяглася, небезпечно вразлива, через Гіндукуш назад до Балха, проте Арріан (сам не вірить у цю історію) вважає заслугою бажання Александра перевершити свого міфічного предка Геракла, який нібито виявився нездатним захопити форт, який македонці називали Ἄορνος Аорнос (за Арріаном і Діодором; Аорніс за Курцієм;): грецькою мовою означає «куди птах не може долетіти». Згідно з однією теорією, назва є спотвореним індоіранським словом, таким як *awarana «укріплене місце». За словами Арріана, скеля мала плоску вершину, добре забезпечену природними джерелами та достатньо широку, щоб вирощувати врожай: її не можна було змусити підкоритися. Сусідні племена, які здалися Александру, запропонували провести його до найкращого місця підступу.
Географ Аурел Стайн припустив, що Аорнос був розташований на Пір-Сар — гірському відрогу над вузькими ущелинами у вигині верхів’я річки Інд, на захід від Такота в пакистанській провінції Хайбер-Пахтунхва. Однак індолог Джузеппе Туччі натомість запропонував місце на вершині Елум Гар (гора Ілам), важливому для індуїзму місця, у Хайбер-Пахтунхва.
Птолемей і секретар Александра Мілліна (а не знаменитий Евмен) розвідали і укріпили сусідній відгалок на заході частоколом і ровом. Його сигнальний вогонь Александру також насторожив захисників Пір-Сара, і Александру знадобилося два дні сутички у вузьких ущелинах, щоб перегрупуватися. На вразливій північній стороні, що веде до форту, Александр і його катапульти були зупинені глибоким яром. Щоб піднести облогові машини до межі досяжності, був споруджений земляний насип, щоб закрити яр деревиною, хмизом і землею. Перший день роботи підняв облоговий курган на 50 метрів ближче, але оскільки сторони яру різко спадали внизу, просування швидко сповільнилося; тим не менш, наприкінці третього дня низький пагорб, що сполучався з найближчим краєм Пір-Сара, був у межах досяжності та був захоплений. Після цього Александр в авангарді і його перші сили були відбиті валунами, які скотилися згори. Три дні барабанного бою ознаменували святкування взяття фортеці. 
Александр відсвяткував перемогу жертвопринесенням і спорудженням вівтаря Ніки, сліди якого виявив археолог Аурел Штейн. Він залишив там гарнізон під командуванням азіата, колишнього прихильника Бєссоса, для спостереження за кордоном Гандхари. Регіон був довірений сатрапу Ніканору, але той швидко загинув після повстання ассаків.
Александр продовжив свій похід до Пенджабу. У майбутньому його чекала велика битва на річці Гідасп.